# Hospitaalorde van Sint-Joris in Karinthië
De in 1273 opgerichte Hospitaalorde van Sint-Joris in Karinthië legde zich toe op het verzorgen van zieken en gewonden. Deze Oostenrijkse ridderlijke orde is ten tijde van de Franse Revolutie uitgestorven.
In de 20e eeuw verscheen een Souvereine Hospitaalorde van Sint-Joris in Karinthië ten tonele. Omdat deze orde uiteraard nergens soeverein is is de naam misleidend. Het is ook onduidelijk met welk recht of doel de oude orde werd voortgezet.